# Elia Antonio Liut
Elia Antonio Liut (Fiume Veneto, 6 marzo 1894 – Quito, 12 maggio 1952) è stato un militare e aviatore italiano, pioniere dell'aeronautica, fu tra i primi trasvolatori delle Ande (il primo a trasvolare le Ande ecuadoriane), celebrato come eroe nazionale dell'Ecuador.

## Biografia
Nacque a Fiume Veneto (provincia di Pordenone) il 6 marzo 1894, secondo figlio di Felice e di Teresa Giusti. Dopo aver frequentato la scuola elementare fino alla terza classe, nel 1904 emigrò in Argentina, dove raggiunse il padre e imparò il mestiere di elettricista.
Dopo otto anni, nel 1911 i due tornarono a Fiume Veneto ed egli fu assunto dalla Società Elettrica Pordenonese come costruttore di impianti elettrici data la grande esperienza maturata all'estero. In questo periodo lo zio Fedele, violinista, introdusse il giovane al mondo della musica, tanto che svolse il servizio militare come allievo musicante del 1º Reggimento fanteria "Re". Con l'entrata guerra del Regno d'Italia, avvenuta il 24 maggio 1915, fu richiamato in servizio nello stesso reggimento passando successivamente al 4º Reggimento bersaglieri. Dopo poco tempo presentò domanda per entrare in aviazione, conseguendo il brevetto di pilota militare nel gennaio 1916 sul campo d'aviazione di San Giusto, Pisa. volando a bordo di un velivolo Blériot XI. 
Divenuto caporale, 3 maggio il viene aggregato con una sezione Nieuport Ni.10 della 75ª Squadriglia caccia alla 32ª Squadriglia.
Assegnato dal 1º maggio 1916 alla 75ª Squadriglia basata a Verona, cui era assegnata la difesa aerea della città scaligera e di Brescia, visto l'abilità dimostrata in servizio fu promosso al grado di sergente. 
Prese parte a numerose missioni di ricognizione aerea e combattimento nei cieli del Trentino e del Carso distinguendosi per aver abbattuto svariati draken austriaci tra l'inverno 1917 e la primavera del 1918 sulla linea del Piave, come a Rustignè di Oderzo quando ne abbatté uno in collaborazione con il tenente Giannino Ancilotto, suo collega dal novembre 1917 nella 80ª Squadriglia caccia. Per queste azioni fu promosso al grado di sergente maggiore. Dalla metà di maggio del 1918 passo in forza alla 77ª Squadriglia aeroplani.
Dopo il termine delle ostilità rimase nel mondo dell'aviazione, e avendo ricevuto un aereo in regalo dal governo si guadagnò da vivere partecipando a manifestazioni e spettacoli di carattere aeronautico.
Vista la sua bravura fu assunto dall'ingegner Alessandro Marchetti come collaudatore, e nel dicembre del 1919 conquistò il record mondiale di velocità a bordo di un velivolo Vickers-Terni MTV raggiungendo la velocità media di 274 km/h nei pressi di Pisa Grazie alle lezioni ricevute dal pilota Natale Palli divenne istruttore di acrobazia aerea sull'aeroporto di Roma-Centocelle (Roma).

### Il trasferimento in Ecuador
Proprio a Roma, nel marzo del 1920, assistendo a una delle sue esibizioni, il console ecuadoriano Miguel Valverde Letamendi entrò in contatto con lui, invitandolo a trasferirsi in Ecuador per poter divulgare le sue conoscenze sul mondo aeronautico. Nel maggio anno arrivò a Guayaquil il suo amico e commilitone Adolfo Bossio, per trovare un accordo economico. Il Presidente della Repubblica Alfredo Baquerizo Moreno parve interessato ma essendo alla fine del suo mandato non diede una risposta definitiva. Infastidito dall'indecisione del Capo dello Stato, Bossio tornò al porto di Guayaquil deciso a prendere una nave per il Perù, per proporre tale iniziativa al governo di questa nazione. Poco prima della partenza andò a far visita a Bettino Berrini, un prospero industriale interessato all'aviazione che fu colui che acquistò l'aereo e ingaggiò il pilota Liut. Berrini era socio di Castillo nel giornale "El Telégrafo" e della Banca "La Previsora"
Il 23 giugno si formalizzò il contratto tra Berrini, Castillo e Liut in virtù del quale "Il Telegrafo" acquistò l'aereo di proprietà del pilota, accollandosi tutte le spese necessarie ai voli.
Il 26 luglio egli arrivò a Guayaquil in compagnia di Giannino Ancilotto e del meccanico Giovanni Fedeli portando con sé il biplano Macchi Hanriot HD.1, che fu rimontato sotto la direzione dei piloti italiani.
Sabato 8 agosto 1920 si effettuarono i preparativi per il primo volo, da compiersi in presenza di Castillo e della sua famiglia, del capo delle forze militari della zona, del sindaco, del console italiano a Guayaquil e dei rappresentanti della comunità italiana del luogo. Il velivolo era stato battezzato con il nome di TELEGRAFO I, in onore del principale sponsor. Alle 16:45 egli decollò a bordo del biplano, portandosi alla quota di 1.800 metri ed effettuando alcune manovre acrobatiche a favore del pubblico sottostante. Il comandante militare della zona, de la Torre, inviò subito dopo l'atterraggio un telegramma al Presidente della Repubblica e al Capo di stato maggiore dell'Esercito, con cui comunicava l'avvenuto volo. In favore di questo il neoeletto Presidente José Luis Tamayo ottenne dal Congresso il Decreto del 27 ottobre del 1920 per la costituzione dei due scuole d'aviazione, una a Guayaquil e una a Quito. L'aereo avrebbe volato nuovamente il 3 novembre in occasione del centenario della commemorazione del primo tentativo di liberazione di Cuenca Chiamò quindi l'amico Ferruccio Guicciardi affinché lo aiutasse nell'impresa e studiò il percorso che avrebbe dovuto effettuare. L'ostacolo più grande era costituito dal dover sorvolare un monte alto circa 3.700 metri, con condizioni meteo non ideali visto il periodo dell'anno. Inoltre era anche previsto che il suo volo da Guayaquil a Cuenca sarebbe stato anche il primo volo postale effettuato nel paese.

### Il primo volo postale della storia dell'Ecuador
Il 3 novembre 1920 le condizioni del tempo erano veramente proibitive, e dopo essere decollato fu costretto ad atterrare a Guayaquil. Ciò nonostante decise di ritentare il volo il giorno successivo, visto che le informazioni meteo da Cuenca, telegrafategli da Guicciardi, contribuirono a rassicurarlo. Il 4 novembre decollò  da Guayaquil alle ore 9:50, e nonostante le avverse condizioni meteorologiche, alle 11:21 l'aereo atterrò a Cuenca sul terreno dell'azienda Jerico. Il pilota fu accolto da una marea di gente festante e accompagnato nella piazza principale della cittadina dove consegnò alle autorità locali la prima posta aerea dell'Ecuador. Subito dopo inviò due telegrammi uno a Castillo e uno al meccanico Fedeli per informarli della riuscita del volo e ringraziarli per il loro sostegno alla sua iniziativa, pianificando nel contempo un nuovo volo per raggiungere Quito, la capitale del paese, in due tappe: da Cuenca a Riobamba, e da qui a Quito. La prima tappa fu compiuta con successo dall'amico Guicciardi il 19 novembre, che atterrò semi-congelato all'ippodromo di Riobamba, superando i 3.806 metri del Bueran. Il giorno 26 eseguì diverse manovre acrobatiche sopra l'ippodromo della città, dimostrando alla popolazione tutta la sua abilità. Nel frattempo fra gli imprenditori della zona si era scatenata una bizzarra competizione: infatti venne annunciato un volo Quito-Riobamba che sarebbe stato effettuato da piloti ecuadoriani su uno SPAD S.XIII, uno dei caccia più avanzati dell'epoca, ma il Ministero della Guerra impedì questa spedizione per non mettere in pericolo i giovani aviatori del proprio paese ancora inesperti e anche per salvaguardare il velivolo che poteva precipitare.
Tuttavia Rafael Tobar, uno dei promotori dell'impresa parallela, si assicurò il privilegio di poter fornire il campo d'atterraggio per la tappa conclusiva della trasvolata di Liut, che rimase segreto per evitare un eccesso di folla. Il giorno 27 Guicciardi e Castillo partirono in treno alla volta della capitale per organizzare i preparativi dell'atterraggio. Il giorno seguente, il 28 novembre, decollò alle 8:53 senza una cartina, orientandosi seguendo i binari della linea ferroviaria. Iniziò troppo presto le manovre di atterraggio e riuscì ad arrivare planando fino alla città. Fu l'ultimo suo volo a bordo del Telegrafo I. Il governo ecuadoriano lo incaricò di dirigere la neocostituita Scuola Militare di Aviazione di Guayaquil.

### L'ultima parte della carriera
Ormai assunto ad eroe nazionale, si stabilì definitivamente in Ecuador sposandosi nel 1922 con Carmen Angulo Tobar una ricca signora che gli portò in dote una segheria. Tra il 1922 e il 1926 la coppia si trasferì in Italia, rientrando successivamente in Ecuador. Nel 1928 rientrò nuovamente in forza nell'aviazione ecuadoriana, ma mantenne l'incarico ricevuto per poco tempo. Nel 1931 avviò un'esplorazione della sconosciuta regione montuosa di Llanganates, sulla Cordigliera delle Ande, in cerca di giacimenti auriferi. Per dare vita a ciò chiese un cospicuo finanziamento a Benito Mussolini, che a causa delle scarse risorse statali allora disponibili venne rifiutato. Alcune traversie di carattere finanziario vennero a turbare l'esistenza della coppia, tanto che nel 1933 diedero la loro casa in affittò al Presidente della Repubblica Juan de Dios Martínez come residenza privata. Per celebrare il 25º anniversario del primo volo postale del Paese le poste ecuadoriane gli dedicarono un francobollo. Nel 1948 si trasferì da Quito a Ibarra dove aprì una fabbrica di pomodori in scatola, ma tale impresa non fu coronata da successo. Il 12 maggio 1952 si spense a Quito, suscitando grande cordoglio nell'intera nazione, e fu sepolto in un Monumento di Stato con tutti gli onori pubblici.
A metà degli anni cinquanta del XX secolo il Comune nativo di Fiume Veneto gli dedicò una lapide posta sulla sua casa natale.

### Annotazioni
1. ↑  La coppia aveva otto figli, quattro maschi e quattro femmine.
2. ↑  Tra il mese di giugno e quello di novembre fu impegnato in numerose missioni di scorta ai bombardieri e ai ricognitori.
3. ↑  A partire dal mese di novembre 1917, per un breve periodo, prestò servizio nella 80ª Squadriglia caccia.
4. ↑  Gli aerei militari, poco adatti per impieghi pacifici e commerciali, furono venduti a prezzi stracciati e molti di questi furono acquistati dai piloti o regalati dai governi (come nel caso di Liut), per volare in manifestazioni di spettacoli aerei, molto comuni nel dopo guerra.
5. ↑  Si trattava di un biplano monoposto di costruzione metallica, equipaggiato con motore da 200 HP, progettato dallo stesso Marchetti.
6. ↑  Tale record del mondo di velocità per aeroplano non venne omologato per la mancanza dei cronometristi della FAI.
7. ↑  Asso dell'aviazione della prima guerra mondiale.
8. ↑  Si trattava dello stesso velivolo donatogli dal governo italiano alla fine delle ostilità.
9. ↑  L'aereo è attualmente conservato presso il museo di Quito.
10. ↑  La prima, denominata Scuola di Volo Condor fu costituita ufficialmente a Duran il 5 giugno 1921, ed egli ne divenne per breve tempo un istruttore.
11. ↑  Capoluogo della provincia di Azuay.
12. ↑  L'aereo continuò a volare con Guicciardi, che rimase alle dipendenze di Castillo, come il meccanico Fedeli. Nel febbraio 1921 Guicciardi raggiunse Ibarra superando vette di 5.500 metri senza ossigeno e con un velivolo che oltre gli handicap ben noti, iniziava ad avere parecchi chilometri sul motore.
13. ↑  Una vedova benestante, madre di quattro bambini.
14. ↑  Questo fatto gli permise di far venire nel paese sudamericano i fratelli e il cognato, facendoli lavorare nell'azienda.
15. ↑  Si trattava di 100.000 lire, due stazioni telegrafiche e un velivolo trimotore per le esplorazioni aeree da alta quota.
16. ↑  Nel 1951 aveva ricevuto la cittadinanza onoraria dell'Ecuador.
17. ↑  La lapide reca la seguente scritta: “In questa casa/ visse la sua pensosa adolescenza/ Elia Antonio Liut fu Felice/  antesignano e maestro del volo/ valoroso aquilotto della guerra vittoriosa/ primo audace trasvolatore delle Ande/ emerito fondatore dell'Aeronautica dell'Equatore/ lustro e vanto del paese natio/ morto a Quito cogli onori del trionfo./ Con memore affettuoso orgoglio/ i suoi concittadini./ Fiume Veneto 6.3.1894 – Quito 9.5.1952”.

### Fonti
1. 1 2 3 4 5 6 7 8 9 10 11 12 13 14 15 16 17 18 19  Friuli nel Mondo n.674, dicembre 2010, p. 8.
2. ↑   Copia archiviata, su aeropuertocuenca.ec. URL consultato il 9 ottobre 2013 (archiviato dall'url originale il 6 luglio 2012)..
3. 1 2 3 4 5  Emiliani, Magnani 2015, p. 68.
4. ↑  Soave 2008, p. 89.
5. 1 2 3 4 5 6 7  Soave 2008, p. 90.
6. 1 2 3 4 5 6 7 8  Friuli nel Mondo n.674, dicembre 2010, p. 9.
7. 1 2 3 4  Emiliani, Magnani 2015, p. 69.
8. 1 2 3 4  Emiliani, Magnani 2015, p. 70.
9. ↑  Emiliani, Magnani 2015, p. 76.
10. 1 2 3  Soave 2008, p. 147.